# Franso Hariristadion
Het Franso Hariristadion is een multifunctioneel stadion in Erbil, een stad in Irak. Het stadion werd geopend in 1956 en heette tussen 1956 en 2001 het Erbilstadion. Daarna veranderde het van naam. Franso Hariri was een Assyrisch politicus uit Iraaks Koerdistan, die in 2001 overleed. 
Het wordt vooral gebruikt voor voetbalwedstrijden, de voetbalclub Erbil SC maakt gebruik van dit stadion. Het Iraakse elftal speelt hier af en toe een internationale wedstrijd, zoals 2 kwalificatiewedstrijden voor het Wereldkampioenschap voetbal 2014 en het stadion wordt in 2019 gebruikt voor het West-Aziatisch kampioenschap voetbal 2019. In het stadion is officieel plaats voor 20.000 toeschouwers. 
In maart 2021 was Paus Franciscus in dit stadion op bezoek. Hij droeg daar een mis op. Bij het stadion waren maar een beperkt aantal mensen aanwezig, vanwege de coronapandemie.